# Star Trek: Legacy
Star Trek: Legacy est un jeu vidéo d'action/stratégie développé sur PC et Xbox 360 par Mad Doc Software. Le jeu est sorti en décembre 2006 et s'inspire de l'univers de Star Trek.
Le joueur incarne les cinq capitaines au cours des trois époques de la série, Star Trek: Enterprise, Star Trek, la série originale (The Original Series) et Star Trek : La Nouvelle Génération (The Next Generation). Le joueur peut contrôler une flotte de quatre vaisseaux. Le jeu propose également de jouer les Borgs, les Klingons ou les Romuliens. Il existe plus d'une trentaine de vaisseaux à disposition du joueur.

## Accueil
| Star Trek: Legacy     |      |       |
| Média                 | Pays | Notes |
| GameSpot              | US   | 58 %  |
| IGN                   | US   | 59 %  |
| Jeuxvideo.com         | FR   | 10/20 |
| Compilations de notes |      |       |
| Metacritic            | US   | 56 %  |